# Museu Bonnat-Helleu
El Museu Bonnat-Helleu (Musée Bonnat-Helleu) és un museu d'art a Baiona, Nova Aquitània, França. El museu es va crear el 1901 quan el pintor nascut a Baiona, Léon Bonnat va cedir a la ciutat de Baiona les seves extenses col·leccions personals d'art –una excepcional col·lecció de dibuixos–, així com moltes de les seves pintures. Els donants posteriors van enriquir les col·leccions del Museu Bonnat amb importants regals el 1936, 1989, 1997 i 2010, convertint els seus fons en una de les col·leccions d'art més grans del sud de França.
El nom d'"Helleu" fa referència a Paul César Helleu. El museu té 181 obres d' Helleu, d'un regal el 1989 i després d'un llegat el 2010 de Paulette Howard-Johnston, filla d'Helleu, i d'un llegat de Ghislaine de Kermaingant el 1997.
El museu està tancat al públic per reformes exhaustives des de l'abril de 2011. A principis del 2018 s'iniciarà un projecte arquitectònic destinat a duplicar la mida del museu, amb l'objectiu d'obrir el museu a finals del 2021.

## Col·leccions
El museu conserva més de 6500 obres d'art, inclosa una de les més importants col·leccions de pintura espanyola i britànica a França, una col·lecció de pintura francesa del segle xix i un dels millors gabinets de dibuix del país després de la del Louvre.
El museu mostra pintures d'El Greco, Josep de Ribera, Bartolomé Esteban Murillo, Francisco de Goya, Van Dyck, Rembrandt, Filippo Lippi, Giambattista Tiepolo, Joshua Reynolds, Thomas Lawrence, John Constable, JMW Turner i nombrosos estudis de Rubens. Els mestres francesos del segle xix estan representats per Boudin, Corot, Courbet, David, Degas, Delacroix, Géricault, Girodet, Ingres, Puvis de Chavannes i el mateix Bonnat.

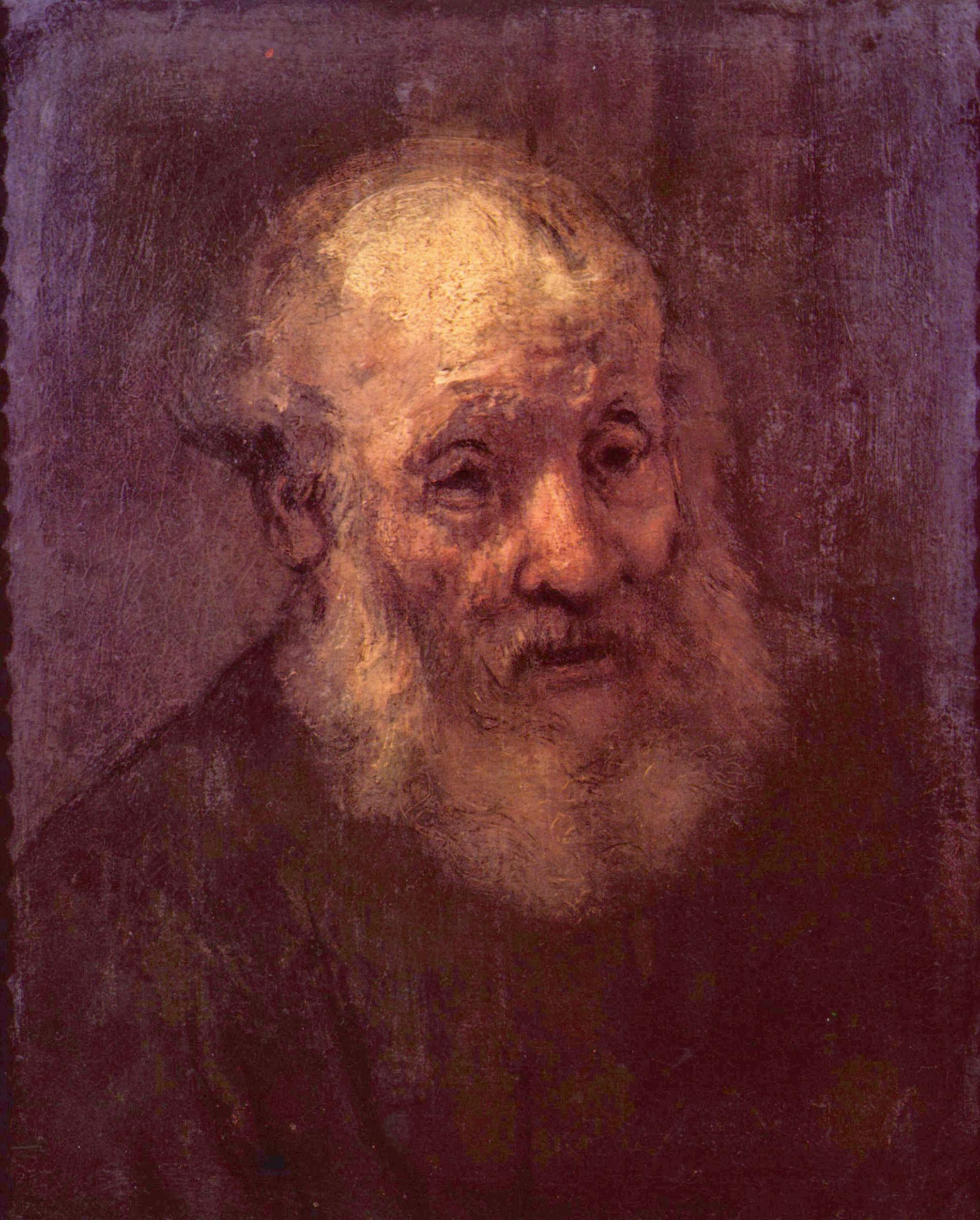
Estudi d'un home vell de Rembrandt, c. 1650

El gabinet de dibuix és únic en aquest tipus fora de París amb més de 3500 obres, inclosos dibuixos de Le Lorrain, Charles Le Brun, Jean-Honoré Fragonard, François Boucher, Antoine Watteau, Hubert Robert, Ingres, Jacques-Louis David, Géricault, Delacroix, Albrecht Dürer, Rembrandt, Perugino, Pisanello, Luca Signorelli, Domenico Ghirlandaio, Leonardo da Vinci, Giovanni Bellini, Sandro Botticelli, Raffaello Sanzio, Michelangelo, Giulio Romano, Ticià, Parmigianino, Correggio, Primaticcio, Paolo Veronese, Federico Barocci, Annibale Carracci, Guercino, Pietro da Cortona, Francesco Guardi, Giovanni Battista Piranesi, Francisco de Goya i altres.
També hi ha col·leccions d'arts decoratives i antiguitats.